# 霍凱盛 (澳門)
霍凱盛（1990年—），在澳門出生，
為澳門著名年青藝術家。他是澳門的第一位藝術家獲得意大利波隆那國際獎項。

## 簡歷
霍凱盛的家族沒有藝術的傳統，但他自小對繪畫極具興趣，他2012年畢業於澳門理工學院視覺藝術教育系。大學畢業後成為澳門藝術博物館的教育團隊人員之一，其後於2019年取得國立臺灣藝術大學美術學系碩士學位。
霍凱盛擅長以細緻的針筆來繪畫，以模仿古地圖形式並加入了當代元素，通過大航時代的歷史，探討城市發展產生的變化。

## 外部連結
- 非池中藝術網 （页面存档备份，存于）